# Стража на Рейне (песня)

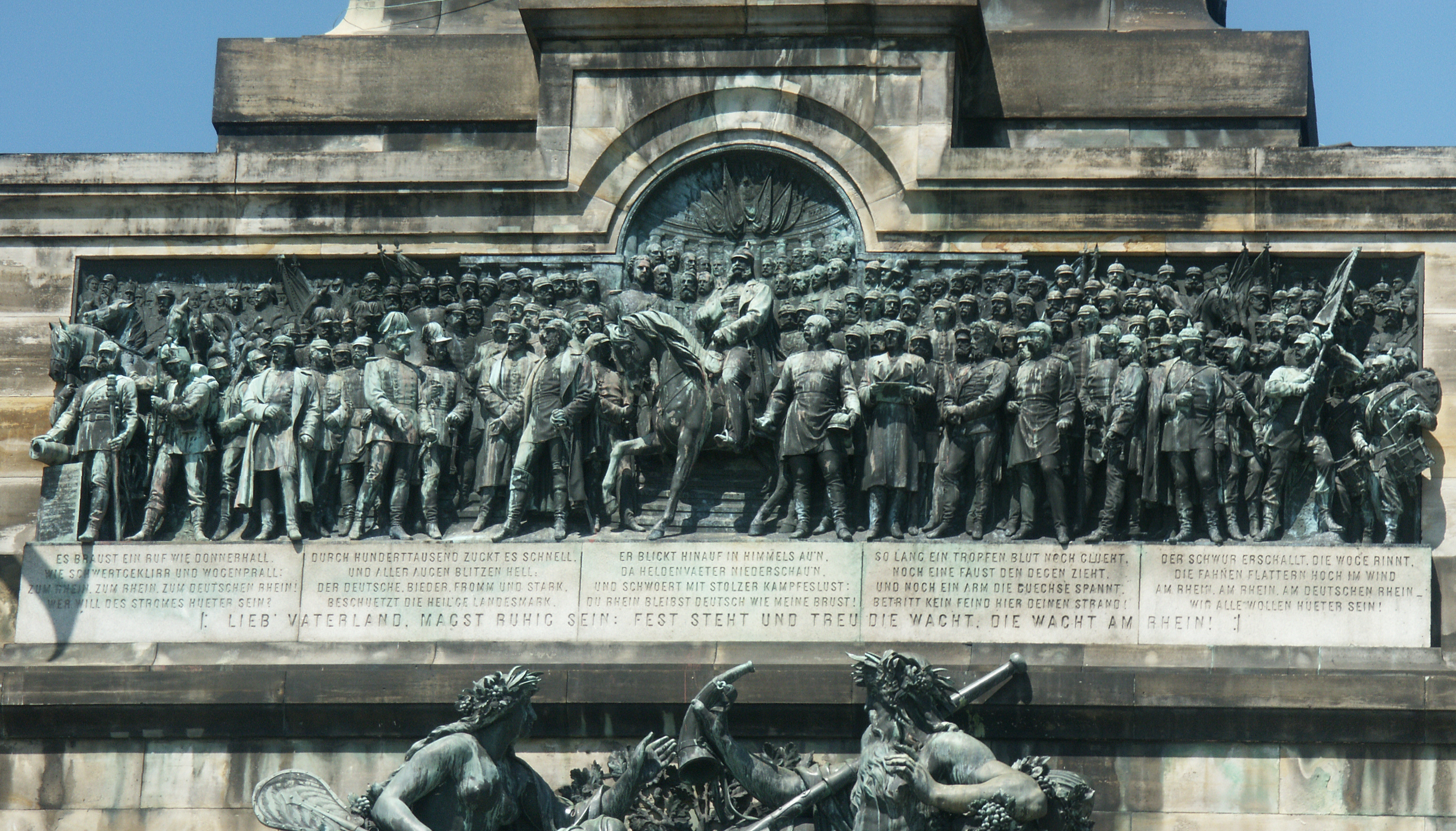
«Стража на Рейне». Барельеф на Нидервальдском памятнике в Рюдесхайме-на-Рейне, Германия. 1877

«Стража на Рейне», также переводится как «Дозор на Рейне» (нем. Die Wacht am Rhein) — немецкая патриотическая песня, корни происхождения которой уходят в XIX век, в период конфликта с Францией (известного как Франко-прусская война) и обретшей вторую популярность во время Первой мировой войны. Также песня была популярна в годы правления нацистов и в последующие годы разрухи и восстановления Германии (1945—1950-е).

## История песни
Стихотворение «Стража на Рейне» было написано в 1840 году швейцарским поэтом и филологом Максом Шнекенбургером и положено на музыку Иоганном Якобом Менделем, однако эта песня осталась незамеченной.
Позднее, в 1854 году, то же стихотворение положил на музыку хормейстер из Крефельда Карл Вильгельм, впервые исполнив получившуюся песню со своим хором в день серебряной свадьбы принца Вильгельма (будущего императора Вильгельма I). По мере нарастания напряжённости в отношениях между Францией и Германией песня Вильгельма приобретала всё большую популярность, а с началом Франко-прусской войны стала фактически неофициальным национальным гимном.
В знак признания заслуг хормейстера К. Вильгельма ему был в 1871 году пожалован ежегодный правительственный пенсион в размере 3000 марок.

## Текст
Полный текст песни «Стража на Рейне» с дополнительными стихами, появлявшимися в песне в различные периоды её существования.

## Современная ситуация с песней и её использование
- После Второй мировой войны «Стража на Рейне» была одной из самых популярных песен, фактически соперничая с «Песнью немцев» (нем. Deutschlandlied) по популярности в качестве национального гимна. Со временем ситуация изменилась. Многовековой период франко-германского соперничества де-факто завершился подписанием Елисейского договора 1963 года. Угроза французского нападения миновала, так что в настоящее время песня несет в себе лишь историческое содержание и редко исполняется оркестрами мира.
- Название песни также использовалось немецкими военными специалистами для кодового обозначения немецкой наступательной операции 1944 года, более известной в мире как Арденнская операция[5].
- Песня упоминается в романе Алексея Толстого «Гиперболоид инженера Гарина», как символ непокорности немецкого народа поражению в войне.
- В повести Ярослава Гашека «Бравый солдат Швейк в плену» «Стража на Рейне» упоминается в характерном для писателя сатирическом ключе: её исполняет один из пациентов психиатрической клиники, где Швейк оказывается для обследования.
- Песня была использована в фантастическом романе Ника Перумова «Череп на Рукаве», в романе текст напечатан с ошибкой, вместо «Lieb' Vaterland, magst ruhig sein» напечатано «Lieb Vaterland sollst ruhig sein». Отмечено в Каталоге ошибок и опечаток на форуме писателя.
- У американского драматурга Лилиан Хеллман есть пьеса «Стража на Рейне», за которую Хеллман была награждена премией ассоциации критиков Нью-Йорка. По этой книге в 1943-м году был снят фильм «Дозор на Рейне».
- Гимн Йельского университета «Bright College Years» основан на мелодии «Стражи на Рейне», а автором слов является Генри Дюранд[6].
- На альбоме «Quid Pro Quo» немецкой фолк-метал группы «In Extremo» имеется песня с названием «Lieb' Vaterland, magst ruhig sein», которая имеет антивоенный настрой.
- В рассказе В. Пелевина «Жизнь насекомых» упоминается песня «Стража на Зее», как отсылка к «Страже на Рейне».